# 1977年太平洋颱風季
| 太平洋颱風季             |
| 主題頁 - 專題 - 編輯指南 |

1977年太平洋颱風季泛指在1977年全年任何時間內，於赤道以北及國際換日線以西的太平洋水域，以及南中國海所產生的熱帶氣旋。雖然有關方面並沒有設下本颱風季的指定期限，但大部份於西北太平洋的熱帶氣旋通常都會於五月至十二月期間形成。
本條目的範圍僅侷限於赤道以北及國際換日線以西的太平洋及南海的水域。於赤道以北及國際換日線以東的太平洋水域產生的風暴則被稱為颶風，並被列入1977年太平洋颶風季。
以下各熱帶氣旋資訊以熱帶氣旋存在期間的最強形態為準。

## 已被國際命名的熱帶氣旋
1977年共有20個熱帶氣旋產生，包含11個颱風與1個超級颱風。

### 強烈熱帶風暴露芙 (Ruth)
PAGASA:Kuring
 英屬香港
- 當地懸掛最高風球信號： 一號戒備信號

### 颱風莎拉 (Sarah)
PAGASA:Elang
 英屬香港
- 當地懸掛最高風球信號： 三號強風信號

### 颱風黛瑪 (Thelma)
PAGASA:Goring
在7月21日，有一熱帶擾動在菲律賓東方增強為一熱帶低氣壓。其向西北方移動，並在7月22日增強為熱帶風暴；及後進一步增強成一颱風。在掠過呂宋島東北方並造成大雨後，黛瑪改向東北方移動，並達至其巔峰強度風速95 mph。7月25日，黛瑪在臺灣高雄登陸，其橫過臺灣西南部後，在中國東南部登陸並在7月26日消散。雖然黛瑪不是一個特別強烈的風暴，但黛瑪帶來的強風和大雨，導致30人死亡並為臺灣帶來超過80年來首見的災情和破壞。

### 颱風維娜 (Vera)
PAGASA:Hulang
在黛瑪肆虐臺灣後6日，又另一個颱風正在臺灣東方海面形成。在7月28日形成的颱風維娜，在7月31日以130 mph的強度登陸台灣北部。其後繼續向西移動，在中國東南部登陸並消散。維娜導致臺灣另外25人死亡，還有大量的農作物和財產損失。

### 強烈熱帶風暴愛媚 (Amy)
PAGASA:Ibiang

### 颱風貝貝 (Babe)
PAGASA:Miling
貝貝在9月2日增強為一熱帶低氣壓，其增強的同時向西北偏西方向移動。在9月5日，其引導氣流突然改變令貝貝改向西北偏北方向移動。在隨後的兩天，貝貝急劇增強，並在9月8日早上達至其巔峰強度；當時其最高風力為240 km/h (150 mph)、氣壓為905 mbar (hPa; 26.72 inHg)。在達至巔峰強度後不久，另一次引導氣流的改變導致颱風貝貝以逆時針方向移動，令貝貝在與朝鮮半島的一個低壓區發生牽制作用的時候橫過琉球群島。在這時候，貝貝逐漸減弱至颱風下限並在9月11日在上海附近登陸，其在數日後消散。
貝貝以巔峰的強度橫過琉球群島，其在地區造成相當大的破壞。超過1,000間房屋被損毀、將近7,000間房屋受到破壞或淹沒。在奄美大島，有1人死亡，77人受傷。 其造成6.1億日元(2300萬美元)的財產損失。 在沿海地區，有超過100隻船受到影響，包括一首巴拿馬貨輪，有13名船員死亡。 在中國，超過24,000間房屋被損毀，並有9人死亡。

### 熱帶風暴嘉娜 (Carla)
PAGASA:Luming

### 颱風戴娜(Dinah)
PAGASA:Openg
在9月14日，有一熱帶風暴在菲律賓東北方的一道季風槽中形成。在此之前，熱帶風暴嘉娜增加了槽的向北量，令季風低壓在比平常高的緯度上形成。在戴娜西北方的華南高壓區令其向西南方移動，並在9月14日和9月15日間橫過呂宋。之後一道在南海的幑弱引導氣流令戴娜移動不定，首先向東北方移動、再向西南偏西方移動。有利的大氣條件令戴娜在9月19日增強成一颱風，但正在其東北方增強的熱帶風暴法妮黛令其減弱。不久一道副熱帶高壓脊的形成再次令戴娜向西南方移動，並在9月23日以熱帶低氣壓的強度登陸越南。其殘餘轉向北方移動，橫過北部灣，並在9月27日在中國消散。
戴娜為呂宋帶來暴雨和洪水，導致54人死亡和11人失踪。

### 強烈熱帶風暴法妮黛 (Freda)
PAGASA:Pining
- 香港懸掛之最高热带气旋警告信号: 八號東北烈風或暴風信號
- 最接近当地时间:1977年9月23日晚上8时至凌晨3时
- 最接近当地距离及方向:香港约20公里
- 澳門懸掛之最高热带气旋警告信号： 八號東北風球 /  八號東南風球
- 风暴中心与澳门之最近距离：澳门约10公里
- 根據天文台記錄，並沒有發出八號東南烈風或暴風信號

法妮黛在香港導致1人死亡。

### 強烈熱帶風暴夏麗 (Harriet)
PAGASA:Saling

### 颱風甘茵 (Kim)
PAGASA:Unding
甘茵在11月13日以135 mph強度吹襲菲律賓北部。其帶來的暴雨造成山洪暴發，令55人死亡並造成大範圍的破壞。一間酒店的較高樓層在風暴吹襲其間起火，導致另外47人死亡。

### 颱風露茜 (Lucy)
PAGASA:Walding

### 颱風瑪麗 (Mary)
PAGASA:Yeyeng

## 未被國際命名的熱帶氣旋
除了被日本氣象廳命名的熱帶氣旋外，還有一些沒被命名的熱帶低氣壓和被聯合颱風警報中心認為是熱帶風暴的熱帶氣旋。

### 熱帶低氣壓01W
PAGASA:Atring

### 熱帶低氣壓02W
PAGASA:Bining

### 熱帶低氣壓04W
PAGASA:Daling

### 熱帶低氣壓13W
PAGASA:Narsing

### 熱帶低氣壓17W
PAGASA:Rubing

## 熱帶氣旋名單
| - Agnes - Bonnie - Carmen - Della - Elaine - Faye - Gloria - Hester - Irma - Judy - Kit - Lola - Mamie - Nina - Ora - Phyllis - Rita - Susan - Tess - Viola - Winnie | - Alice - Betty - Cora - Doris - Elsie - Flossie - Grace - Helen - Ida - June - Kathy - Lorna - Marie - Nancy - Olga - Pamela - Ruby - Sally - Therese - Violet - Wilda | - Anita - Billie - Clara - Dot - Ellen - Fran - Georgia - Hope - Iris - Joan - Kate - Louise - Marge - Nora - Opal - Patsy 1W - Ruth 3W - Sarah 5W - Thelma 6W - Vera 7W - Wanda 8W | - Amy 9W - Babe 10W - Carla 11W - Dinah 12W - Emma 13W - Freda 14W - Gilda 15W - Harriet 16W - Ivy 17W - Jean 18W - Kim 19W - Lucy 20W - Mary 21W - Nadine - Olive - Polly - Rose - Shirley - Trix - Virginia - Wendy |